# Jos Vervest
Jozef (Jos) Vervest (Ekeren, 29 maart 1925 - Gent, 2 oktober 1999) was een Belgisch carambolebiljarter.

## Levensloop
Vervest behaalde twee wereld- en vier Europese titels. Voorts vergaarde hij ook achttien nationale titels. Hij werd wereldkampioen 47/2 in 1961 en 1963. Zijn Europese bekroningen behaalde Vervest in het vrij spel in 1953, 1954, 1956 en 1957. De Belgische kampioenschappen won hij tussen 1951 en 1965 in de disciplines 47/1, 47/2, 71/2 en vrij spel. In 1964 werd Jos Vervest onderscheiden met de gouden medaille van sportverdienste.
Hij baatte gedurende meer dan 25 jaar de bekende biljartzaak "Brasserie Metropole" uit te Gent.